# Alan Chaparro
Alan Andrés Chaparro Casanga (Quillota, Chile, 29 de mayo de 1996) es un futbolista chileno. Juega de portero y su actual equipo es Baltimore united , National independent Soccer Association

## Clubes
| Club                    | País  | Año             |
| ----------------------- | ----- | --------------- |
| San Luis de Quillota    | Chile | 2014 - 2017     |
| Cobresal                | Chile | 2017            |
| Deportes Limache        | Chile | 2017            |
| Malleco Unido           | Chile | 2018 - 2019     |
| San Luis de Quillota    | Chile | 2019            |
| Trasandino de Los Andes | Chile | 2020            |
| Escuela de Fútbol Macul | Chile | 2021 - Presente |